# 브롬스그로브구

브롬스그로브구의 위치

브롬스그로브구(영어: Bromsgrove District)는 잉글랜드 우스터셔주에 위치한 비도시 자치구로 중심 도시는 브롬스그로브이며 인구는 95,485명(2014년 기준), 면적은 217.0km2이다.